# Marathon van Hamburg 2002
De marathon van Hamburg 2002 werd gelopen op zondag 21 april 2002. Het was de zeventiende editie van de marathon van Hamburg. De Keniaan Christopher Kandie bleek het sterkst bij de mannen en kwam tot een winnende tijd van 2:10.17. De Duitse Sonja Oberem zegevierde voor de tweede achtereenvolgende maal bij de vrouwen; zij finishte in 2:26.21.
In totaal finishten 17.118 marathonlopers, waarvan 3019 vrouwen.

## Uitslagen

### Mannen
| rang   | naam                | land | tijd    |
| ------ | ------------------- | ---- | ------- |
| Goud   | Christopher Kandie  | KEN  | 2:10.17 |
| Zilver | Hailu Negussie      | ETH  | 2:10.24 |
| Brons  | Mark Saina          | KEN  | 2:10.42 |
| 4      | Willy Cheruiyot     | KEN  | 2:10.55 |
| 5      | Piotr Gladki        | POL  | 2:11.16 |
| 6      | Eliud Kimaiyo       | KEN  | 2:11.21 |
| 7      | Julius Sugut        | KEN  | 2:11.29 |
| 8      | James Moiben        | KEN  | 2:11.41 |
| 9      | Tendai Chimusasa    | ZIM  | 2:12.46 |
| 10     | Antonio Sousa       | POR  | 2:13.00 |
| 11     | Bedaso Turbe        | ETH  | 2:13.40 |
| 12     | Alcidio Costa       | POR  | 2:14.25 |
| 13     | Jose Santos         | POR  | 2:14.31 |
| 14     | Matthew Birir       | KEN  | 2:15.28 |
| 15     | Vladimir Bukalo     | UKR  | 2:16.34 |
| 16     | Yrjö Pesonen        | FIN  | 2:17.05 |
| 17     | Martin Beckmann     | GER  | 2:17.24 |
| 18     | Torben-Juul Nielsen | DEN  | 2:17.30 |
| 19     | Margus Pirksaar     | EST  | 2:18.29 |
| 20     | Takamasa Sakaida    | JPN  | 2:19.29 |
| 21     | Bruno Heuberger     | SUI  | 2:19.43 |
| 22     | Benjamin Itok       | KEN  | 2:19.47 |
| 23     | Steffen Benecke     | GER  | 2:20.41 |
| 24     | Gerhard Schneble    | GER  | 2:20.57 |
| 25     | Joseph Ngolepus     | KEN  | 2:21.29 |

### Vrouwen
| rang   | naam               | land | tijd    |
| ------ | ------------------ | ---- | ------- |
| Goud   | Sonja Oberem       | GER  | 2:26.21 |
| Zilver | Luminita Zaituc    | GER  | 2:30.04 |
| Brons  | Fátima Silva       | POR  | 2:32.01 |
| 4      | Živilė Balčiūnaitė | LTU  | 2:33.36 |
| 5      | Serap Aktas        | TUR  | 2:34.15 |
| 6      | Maija Oravamäki    | FIN  | 2:43.21 |
| 7      | Ricarda Botzon     | GER  | 2:50.05 |

1986 · 1987 · 1988 · 1989 · 1990 · 1991 · 1992 · 1993 · 1994 · 1995 · 1996 · 1997 · 1998 · 1999 · 2000 · 2001 · 2002 · 2003 · 2004 · 2005 · 2006 · 2007 · 2008 · 2009 · 2010 · 2011 · 2012 · 2013 · 2014 · 2015 · 2016 · 2017